# Édouard Roger-Vasselin
Édouard Roger-Vasselin (født 28. november 1983 i Gennevilliers) er fransk tennisspiller der blev en professionel i 2001.
Han har vundet fjorten ATP-titler i double, herunder i 2014 Roland Garros sammen med Julien Benneteau, tredive år efter sejren af parret Leconte-Noah. Han nåede også finalen ved Wimbledon i 2016 med den samme partner.
I singlerækkerne nåede han ATP-finalerne fra  Delray Beach 2013 og Chennai i 2014.

## Biografi
Han er søn af Christophe Roger-Vasselin, en semi-finalist på Roland Garros i 1983. Han er, med sin far, en af de tre far-søn "par", der er blandt de 100 bedste i verden. Han er også barnebarn af George Roger-Vasselin, grundlægger af Check-Restaurant. Opvokset i La Baule-Escoublac i Loire-Atlantic, er Edouard også en stor tilhænger af FC Nantes.
Han er gift og far til en dreng født i 2014.

### 2001 - 2006: debut
I 2001 var han fransk mester blandt de 17-18 årige. Han er også tredobbelt fransk teammester i klubben Paris, Jean-Bouin (2004-2005-2006).

### 2007 - 2011: første deltagelse i en Grand Slam
Takket et wild-card til French Open 2007, deltog han for første gang i en Grand Slam turnering. Han når tredje runde ved at slå den Brasilianske Marcos Daniel, og derefter tjekken Radek Štěpánek den 30 maj 2007 i sin første kamp over fem sæt på 3-6, 6-1, 0-6, 6-4, 6-4. Han bekræfter hans resultater i Grand Slam ved ligeledes at nå til tredje runde i Wimbledon den efterfølgende måned. Efter kvalifikationsrunden, efter at have besejret Juan Ignacio Chela, taber han mod sin ven fra klubben Paris Jean-Bouin, Richard Gasquet, med et score på 6-3, 6-4, 6-2. 
Han når for første gang blandt de 100 verdensbedste spillere, og med plads 82, hans højeste placering nogensinde, også adgang til ATP-turneringer.
Takket en indbydelse spiller han mixed double ved Roland-Garros i 2008 med Stephanie Foretz, men de når ikke længere end til første runde.
I 2011 spillede han i finalen i tournament i Newport, på græs. Et par måneder senere kvalificerer han sig til hans første Masters 1000 i Cincinnati. Han taber i kampen mod Janko Tipsarević (0-6, 6-3, 65-7).

### 2017: slutningen af karriere i single, udelukkende konkurrencer i double
Den 27. december 2016 meddeler Edouard Roger-Vasselin at stoppe hans karriere i single, på grund af hoftesmerter. Han sagde i en pressemeddelelse kun at ville spille i double for at aflaste hans hofte, i håb om at 
| Citat | pouvoir jouer encore quelques années sur le circuit | Citat |
|       |                                                     |       |

.Julien Benneteau og han afbryder deres samarbejde.